# 大村あま辛まっ黒!カレー
大村あま辛まっ黒!カレー（おおむらあまからまっくろカレー）は、長崎県大村市のご当地グルメ、ご当地カレーである。

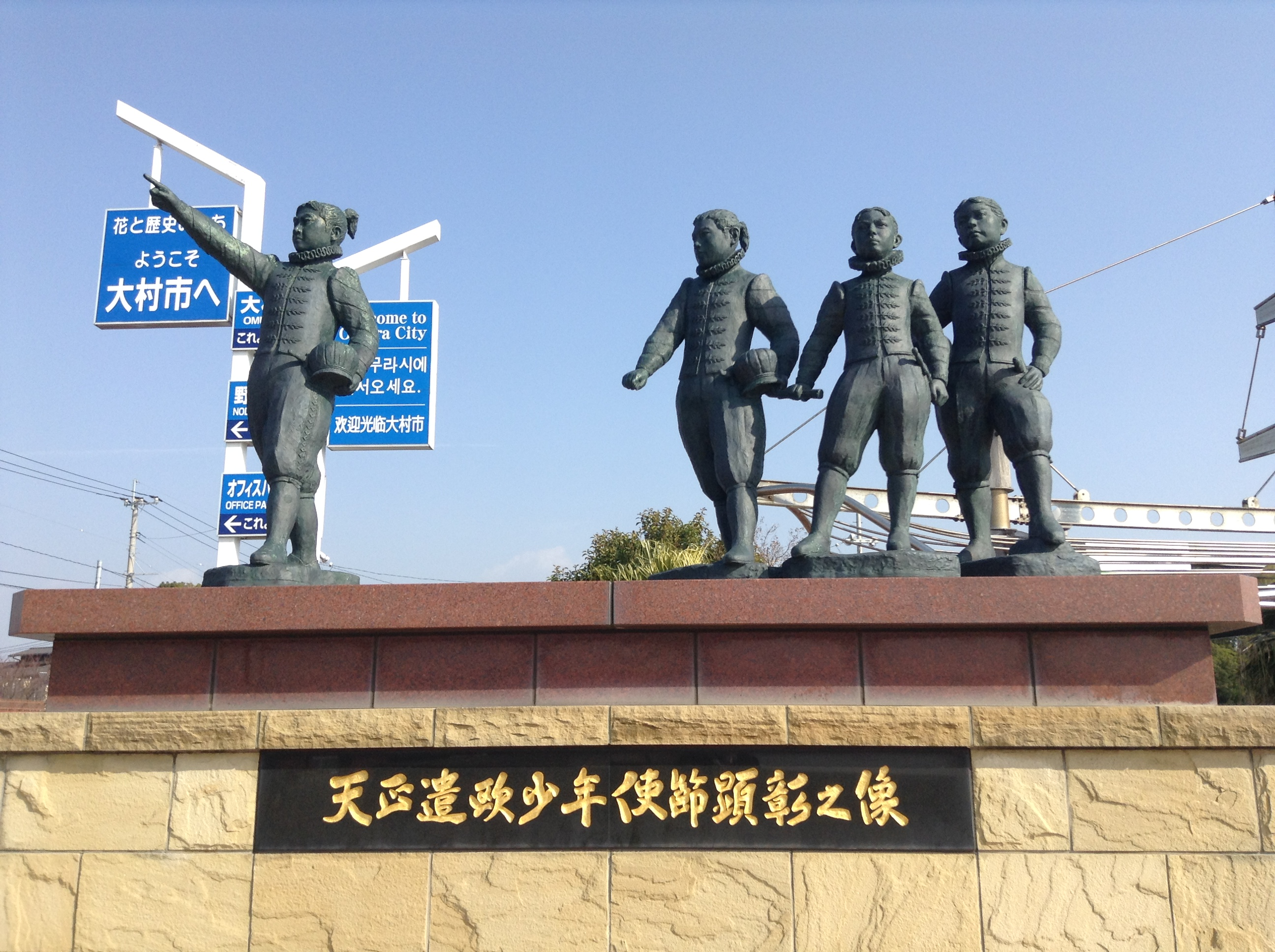
天正遣欧少年使節顕彰之像（大村市）

大村市は旧・長崎街道の宿場町であり、長崎街道はオランダなどから輸入された砂糖を本州へ運ぶ運搬ルートとして使用されたため、現在でも旧街道沿いには砂糖を使用した甘い菓子類を製造しているところも多い。このため旧街道は「シュガーロード」とも呼ばれている。また、1582年に日本を立った天正遣欧少年使節がインドを経て日本に帰った際には、カレースパイスの一種であるナツメグを初めて日本にもたらした。
2008年9月に発足したまちづくりNPO法人「おおむらサイズ協議会」は、上記の歴史的背景を地域の活性化に活かそうと考え、「シュガーロード（旧・長崎街道）」から「甘い」、「カレースパイスの伝来」から「辛い」をネーミングに取り入れた「大村あま辛まっ黒!カレー」を開発、カレーによるまちおこしを始めた。なお、「黒」は大村市特有の黒土を黒いカレールーに見立てたもので竹炭粉を加えることで再現し、特産品でもある黒田五寸人参をはじめとした地元産の野菜やフルーツを用いたご当地カレーとなっている。

## カレーの町大村
大村市は「カレーの町大村」をアピールすることでまちおこしを行っており、大村あま辛まっ黒!カレー以外にも「大村カレー」の開発が行われ、積極的なプロモーション活動を展開したている。
天正夢カレー
大村市アーケード商店街の店舗を中心に構成される「長崎街道大村宿カレーマップの会」で黒田五寸人参を使用したレトルトご当地カレー。2009年4月より地元商店街や空港、郵便局で販売を行っている。
大村海軍カレー 将
おおむら夢ファームシュシュと大村市観光コンベンション協会が開発したレトルトカレー。2017年度、長崎県特産品新作展で最優秀賞を受賞した。
- 2008年11月 - 大村あま辛まっ黒!カレーのイメージソングを歌う地元小学生バンドをデビューさせる[1]。
- 2009年7月 - 「大村あま辛カレーうまか隊!」と名付けた宣伝部隊を編成し、長崎県雲仙市で開催された九州ご当地グルメコンテストに参加する[1]。
- 2019年6月 - 大村青年会議所主催で「大村カレーグランプリ」を開催[2]。